# Marc Le Riche
Marc Le Riche, o Leriche ( Roanne, 1885- Lyon, 1918) fue un escultor francés. Ganador del Premio de Roma en 1914.

## Datos biográficos
Paul Marie Marc Le Riche nacido en Roanne, Francia en 1885.
Alumno de la Escuela Nacional Superior de Bellas Artes en París.

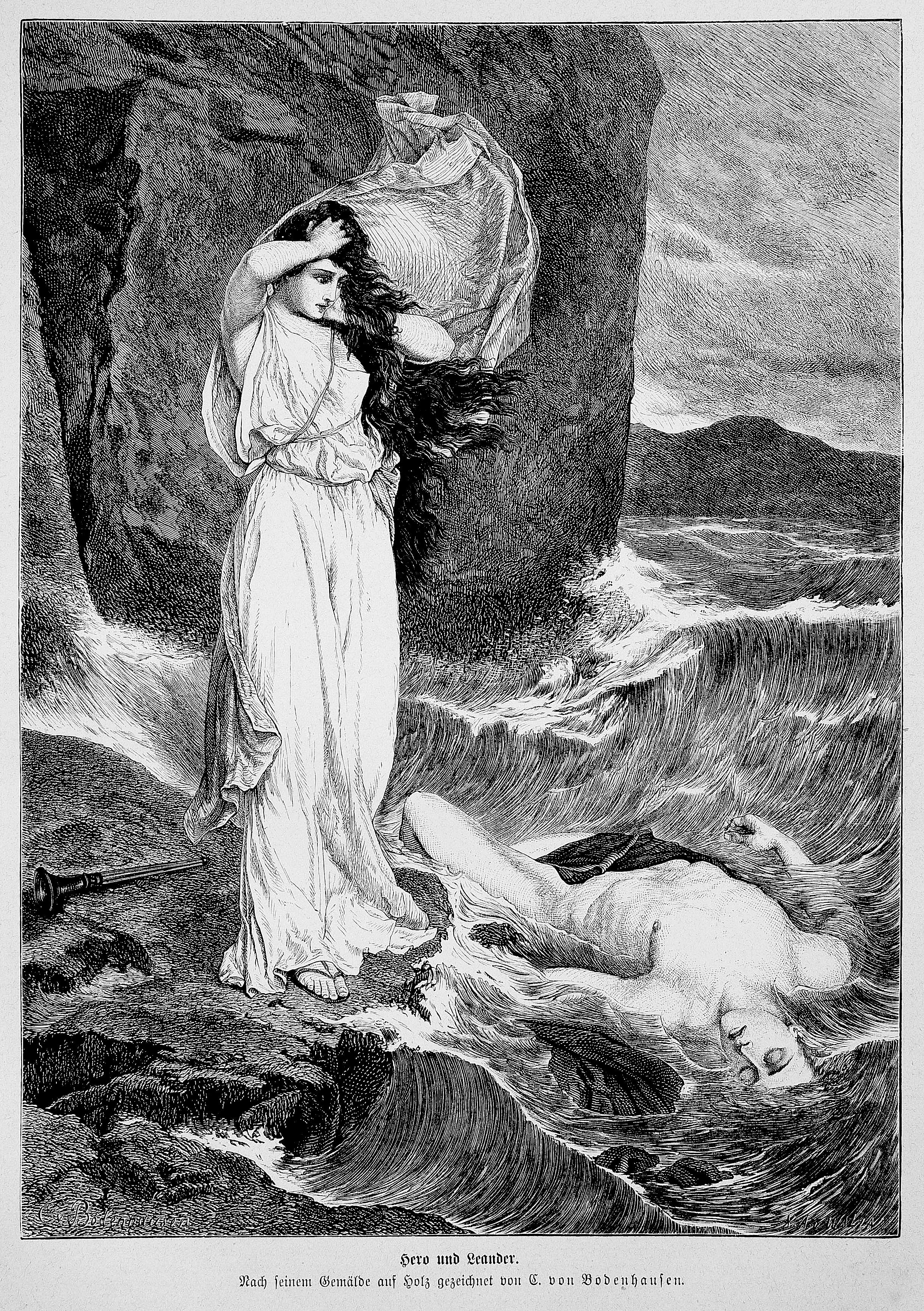
Grabado del Mito de Leandro editado por Ernst Keil's Nachfolger en Leipzig 1879

Ganó el Premio de Roma en 1914, lo que le hubiese permitido viajar a Roma, pensionado en la Villa Médici, sede de la Academia de Francia en Roma durante al menos cuatro años. El concurso de 1914 propuso como tema para la escultura Leandro, empujado por las olas, fallece en la orilla de Sestos (en francés: Léandre, rejeté par les flots, expire sur le rivage de Sestos). Esta escultura, conservada en los fondos de la escuela, fue realizada en yeso y representa el cuerpo del Leandro de la mitología, postrado sobre el costado derecho y elevando el brazo derecho mientras cae hacia atrás la cabeza. Como en ese mismo año comenzó la Primera Guerra Mundial, Marc Le Riche vio comprometida su estancia en Roma.
Falleció tempranamente a los 33 años en Lyon en 1918.

## Obras
Entre las mejores y más conocidas obras de Marc Le Riche se incluyen las siguientes:
- Leandro, empujado por las olas, fallece en la orilla de Sestos
 (del francés: Léandre, rejeté par les flots, expire sur le rivage de Sestos).

Una parte de la producción artística de Le Riche se conserva en el museo de Bellas Artes de Lyon (Musée des Beaux-Arts de Lyon (en francés)):
- Cabeza de la diosa Selene, talla en relieve de mármol.[2]
- Grupo de figuras en relieve, sin título, de terracota[3]
- Ícaro, grupo de figuras en relieve, entre ellas una mujer e Ícaro, , de terracota,[4] adquirido por el Museo en 1949.
- Estudio, escultura en bulto redondo, figura de mujer , talla en mármol, adquirida por el museo en 1933[5]
- Relieve sin título,terracota, varias figuras, mujer, desnudo,[6]
- Figura masculina,altorrelieve, terracota, hombre desnudo en pie,[7]

todas estas obras conservadas en Lyon son estudios de pequeño formato.